# Lariksdwergspanner
De lariksdwergspanner (Eupithecia lariciata) is een nachtvlinder uit de familie Geometridae, de spanners. De voorvleugellengte bedraagt tussen de 10 en 12 millimeter. De soort komt verspreid over Palearctisch en Nearctisch gebied voor. Hij overwintert als pop.

## Waardplanten
De lariksdwergspanner heeft als waardplanten Europese lork en andere soorten lariks, en jeneverbes.

## Voorkomen in Nederland en België
De lariksdwergspanner is in Nederland een niet zo algemene en in België een vrij algemene soort, die verspreid over het hele gebied kan worden gezien. De vlinder kent jaarlijks twee generaties die vliegen van halverwege april tot halverwege september.